# Kopysno
Kopysno is een plaats in het Poolse district  Przemyski, woiwodschap Subkarpaten. De plaats maakt deel uit van de gemeente Fredropol en telt 6 inwoners.